# Confessiones

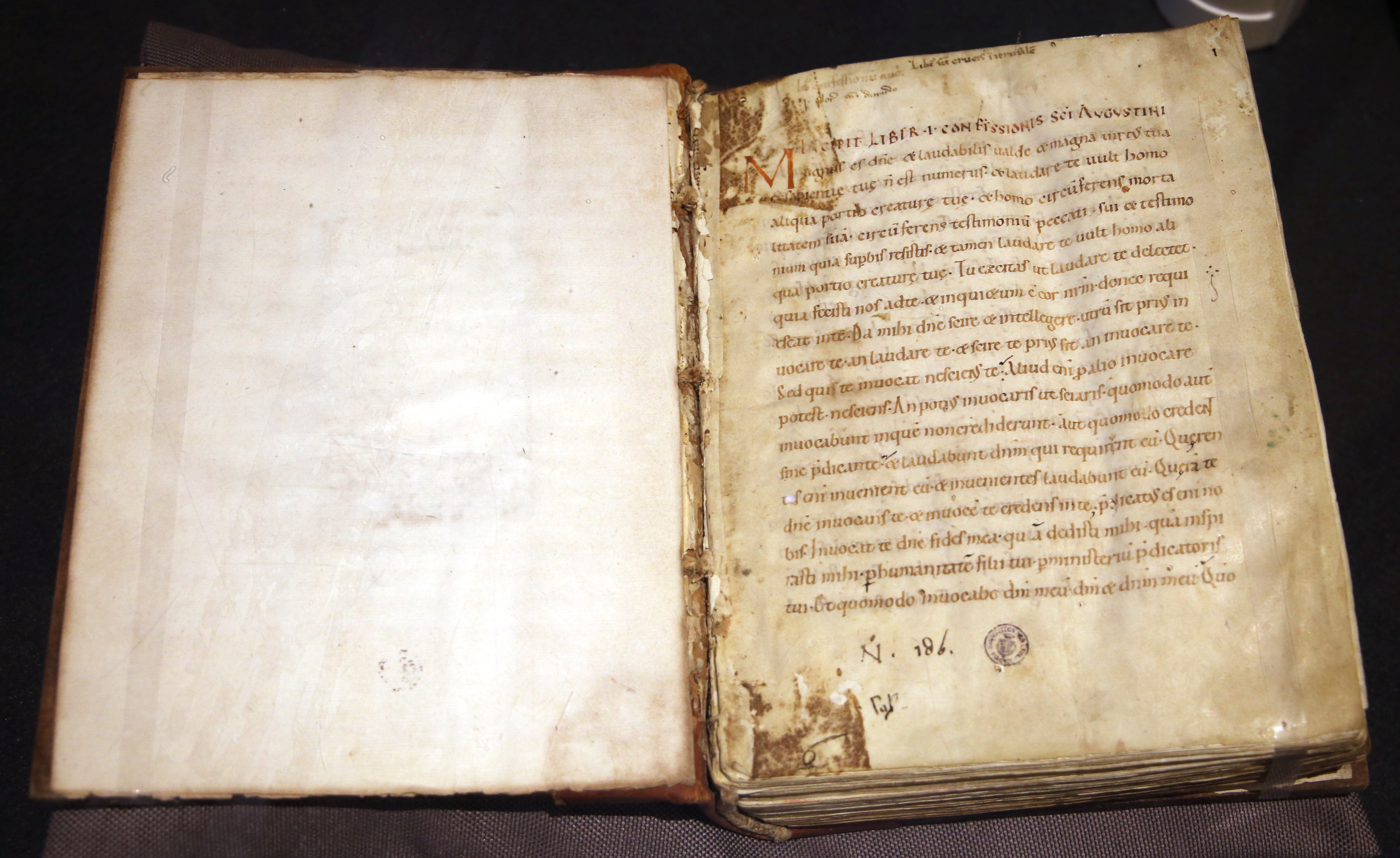
Erstes beschriebenes Blatt eines Manuskripts der Confessiones aus dem 9. Jahrhundert, heute in der Biblioteca Medicea Laurenziana

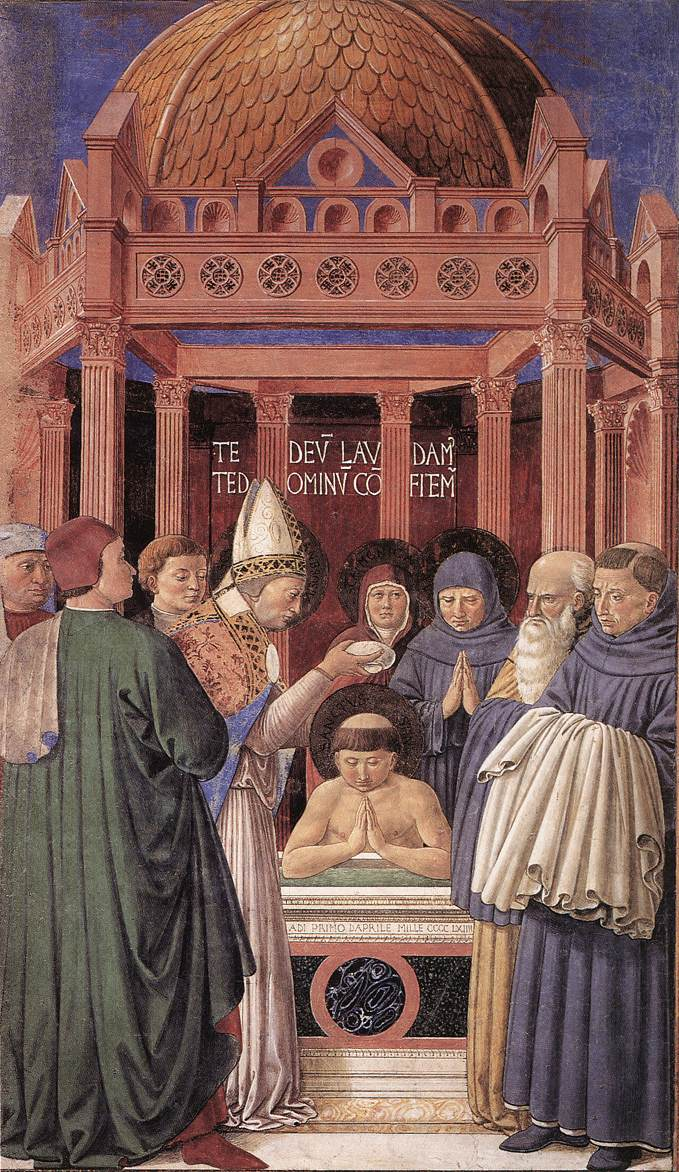
Augustinus wird von Ambrosius von Mailand getauft, Fresko von Benozzo Gozzoli in der Kirche Sant’Agostino in San Gimignano

Die Bekenntnisse (lateinisch Confessiones) sind autobiographische Betrachtungen des christlichen Kirchenlehrers Augustinus. Sie entstanden in den Jahren von 397 bis 401 n. Chr. Augustinus war damals Bischof von Hippo Regius in der römischen Provinz Numidien, heute Annaba in Algerien.

## Inhalt

### Allgemeines
Die Confessiones sind in 13 Bücher aufgeteilt. Die Bücher 1 bis 9 enthalten rückblickende Betrachtungen bis zum Jahr 387. Geschichtliche und politische Ereignisse jener Tage blendet Augustinus, zur Zeit der Verfassung Bischof, aus und legt den Schwerpunkt auf die Entwicklung seines Denkens, Suchens und Fragens. Im 8. Kapitel des 10. Buches findet sich eine Schilderung seines Gemütszustandes zur Zeit der Abfassung, seine persönliche Schilderung seines „Sünderseins“, aber auch die psychologische Abhandlung über das Gedächtnis, deren folgende Passage Francesco Petrarca auf dem Mont Ventoux seine dichterische Berufung erkennen ließ:

„Et eunt homines mirari alta montium et ingentes fluctus maris et latissimos lapsus fluminum et oceani ambitum et gyros siderum, et relinquunt se ipsos. – Und es gehen die Menschen hin, zu bestaunen die Höhen der Berge, die ungeheuren Fluten des Meeres, die breit dahinfließenden Ströme, die Weite des Ozeans und die Bahnen der Gestirne und vergessen darüber sich selbst.“

Die Confessiones enthalten zahlreiche Informationen über den spätrömischen Alltag, geschildert aus der Perspektive eines Mannes, der aus gehobenen materiellen Verhältnissen stammt. Die üblichen Vergnügungen, die Schulbildung, das Verhältnis zur Familie sowie zum eigenen und zum anderen Geschlecht sind anschaulich, wenn auch überwiegend ablehnend, dargestellt. Durch die konsequente Verwendung der Personalpronomen „Ich“ und „Du“ wird jeder Leser in die Rolle des Protagonisten versetzt, der sich an seinen Gott richtet. Daher findet sich weniges, was allzu persönlich und deshalb nicht übertragbar wäre.
Das Werk beginnt mit der persönlichen Entwicklung des Augustinus hin zum christlichen Glauben (Buch 1–8) und enthält gegen Schluss immer mehr philosophische Betrachtungen (Buch 9–13), besonders zum Thema Zeit (Buch 11). Anhand der Confessiones lässt sich die Auseinandersetzung zwischen Manichäismus und Neuplatonismus und dem Christentum nachvollziehen, die sich auch im Leben Augustinus’ widerspiegelt.
Als Grundlinien der Confessiones lassen sich verschiedene Aspekte nennen:
- Das Buch ist als betendes Lob Gottes geschrieben.
- Der Mensch ist grundsätzlich Sünder. Daher handelt es sich vor allem um „Bekenntnisse“ der Sünden.
- Ruhe findet man erst in Gott.
- Glaube ist pures Gnadengeschenk.
- Glauben und Verstehen gehören zusammen.
- Gott ist Ewigkeit, Wahrheit, Liebe und guter Ursprung aller Dinge.
- Sünde ist eine Perversion am Sein, also eine Abkehrung vom Guten, da das Böse/Schlechte als Mangel des Guten (privatio boni) verstanden wird.

### Zu einzelnen Büchern

#### 8. Buch
Das 8. Buch enthält die Bekehrungsgeschichte, die auf ziemlich genau um den 1. August 386 zu datieren ist. Selbsterkenntnis bildet dabei eine Voraussetzung für die Bekehrung. Im Vorfeld zur Bekehrung durchlebt Augustinus einen Willenszwiespalt (vgl. Römer 7 ) mit Selbstanklagen. Augustinus steht vor Augen, dass seine Bekehrung einen asketisch-zölibatären Lebensstil implizieren wird, was besonders an seinem Bekehrungstext Röm 13,13f. deutlich wird:
„Nicht in Schmausereien und Trinkgelagen, nicht in Unzucht und im Bett, nicht in Streit und Neid, sondern zieht den Herrn Jesus Christus an und sorgt euch nicht um das Fleisch und seine Begierden.“ (8. Buch, 12. Kap./29. Abschn.)
Er stößt auf diese Stelle, weil eine kindliche Stimme ihm zuruft: „Tolle lege, tolle lege“ (Nimm und lies).
„[Da] strömte das Licht der Gewissheit in mein Herz, jegliche Finsternis des Zweifels war verschwunden.“ (8. Buch, 12. Kap./29. Abschn.)
In diesem Zusammenhang steht die Metapher des Lichts für Klarheit und Gewissheit. Das zweifelnde Ringen hat ein Ende.

#### 9. Buch
Die Vision von Ostia (9. Buch ab Kap. 10/Abschn. 23) stellt ein wichtiges mystisch-poetisches Element des 9. Buches dar. Es handelt sich um die gemeinsame Verzückung von Augustin und seiner Mutter Monika kurz vor ihrem Tod. Dabei geht es um das „künftige ewige Leben der Heiligen“. Der Aufstieg zu Gott hängt mit der Relativierung des Sichtbaren zusammen. Die ewige Weisheit ist für einen Augenblick berührt, wenn alles andere schweigt (9. Buch Kap. 10/Abschn. 25).

#### 10. Buch
Als Ausgangspunkt werden drei Thesen deutlich:
1. Gotteserkenntnis ist Selbsterkenntnis und andersherum.
2. Es gibt keine Gnadenerkenntnis ohne Sündenerkenntnis.
3. Diese Erkenntnisse sind kommunizierbar für andere, sodass sie auch solche Erkenntnisse haben können. Daher schreibt Augustin auch sein Buch.

Gotteserfahrung wird analog zu sinnlichen Eindrücken beschrieben, auch wenn die sinnlichen Affizierungen äußerlich sind, während die Gottesliebe innerlich ist (10. Buch, 6. Kap./8. Abschn.). Dabei unterscheidet er einerseits Gott und Welt in einer anti-pantheistischen Abgrenzung, andererseits Welt und Ich (10. Buch, 6. Kap./9.–10. Abschn.).

Bei der Suche nach Gott stößt Augustin auf die Frage nach dem Gedächtnis. Gott ist aber nicht ein Gegenstand, an den ich mich im empirischen Sinne erinnern könnte. Die Suche nach Gott ist die Suche nach dem seligen Leben (beata vita – 10. Buch, 10. Kap./29. Abschn.). Durch diese Verzahnung der Gottesfrage mit der Glücksfrage geht es Augustinus nun darum, das selige Leben im Gedächtnis zu finden. 
„Denn ohne es zu kennen, könnten wir es nicht lieben“ (10. Buch, 10. Kap./29. Abschn.).
Das gute Leben hat man schon vorab im Gedächtnis in einer Art eingeborener Idee. Alle lieben das gute Leben und somit die Wahrheit. Denn die Freude am guten Leben ist die Freude an der Wahrheit (10. Buch, 23. Kap./33. Abschn.). Gott ist also nicht außerhalb des Gedächtnisses (10. Buch, 25. Kap./Abschn. 33), da der Mensch ihn in seinem Streben nach Freude und Wahrheit erahnt. Dennoch kommt der explizite Gottesbegriff dann von einer äußeren offenbarenden Selbstmitteilung Gottes (10. Buch, 27. Kap./Abschn. 38).
Gegen Ende des 10. Buches kommt er auf Jesus Christus als Erlösungsmittler zu sprechen, der zugleich Priester und Opfer für die Menschen ist (ab 10. Buch, 42/Abschn. 67).

#### 11. Buch
In Form eines Selbstgesprächs mit immer wieder eingestreuten Gebeten zu Gott enthält das 11. Buch philosophische Betrachtungen über die Zeit. Eine der ersten zentralen Fragen dazu ist, was Gott vor der Schöpfung machte (11. Buch, 12. Kap./14. Abschn.). Seine Antwort ist, dass er nichts machte. Gott war vor der Zeit (11. Buch, 13. Kap./16. Abschn.) und hat sie erst geschaffen (11. Buch, 14. Kap./17. Abschn.) – von daher erübrigt sich die Frage, weil es vor der Zeit auch noch kein Damals gab (11. Buch, 13. Kap./15. Abschn.). Die Gegenüberstellung von Zeit und Ewigkeit hat Augustin von Platon und Plotin.
Im Gegenwartserleben (im Sinne von Zeitvergessenheit, wenn man gar nicht merkt, wie viel Zeit verstreicht) erahnt man die Ewigkeit. Ontologische Aussagen („es gibt“/„es existiert“) lassen sich über Dinge machen, nicht aber über Zeit. Weder Zukunft, noch Vergangenheit, noch Gegenwart lassen sich in diesem Sinne greifen. Augustin weiß intuitiv, was die Zeit ist, aber sobald er danach gefragt wird, weiß er sie nicht zu erklären. Das heißt, dass begriffliche Verobjektivierungen der Zeit (ihm) in der Regel nicht möglich sind. Wir reden daher über Zeit in Metaphern des Raumes (lang, kurz).

Augustin setzt sich auch mit der These auseinander, dass es die drei Zeiten Vergangenheit, Gegenwart und Zukunft gar nicht gibt (11. Buch, 17. Kap./22. Abschn.). Das stimmt auch insofern, dass es Vergangenes und Zukünftiges nur als Gegenwärtiges gibt (11. Buch, 18. Kap./23. Abschn.). Daher kommt er zu dem kompromisshaften Schluss:
„Es gibt drei Zeiten, die Gegenwart von Vergangenem, die Gegenwart von Gegenwärtigem und die Gegenwart von Zukünftigem. Denn diese drei sind in der Seele in einem gewissen Sinne, und anderswo finde ich sie nicht: die Gegenwart des Vergangenen als Erinnern, die Gegenwart des Gegenwärtigen als Anschauen, die Gegenwart des Zukünftigen als Erwarten“ (11. Buch, 20. Kap./26. Abschn.).
Er befasst sich darüber hinaus auch damit, wie man Zeit messen kann (11. Buch, 22. Kap./27. Abschn.). Das funktioniert nicht über Himmelskörper (11. Buch/29. Abschn.), sondern nur in „meinem Geist“ (11. Buch, 20. Kap./26. Abschn.). Bei der Frage, was Zeit an sich ist, kommt er zu dem Ergebnis, dass die Zeit eine Art Ausdehnung ist (11. Buch, 23. Kap./30. Abschn.). Zeit ist Kennzeichen der Schöpfung, sodass Gott selbst außerhalb der Zeit steht und man unser Verständnis von Zeit nicht auf ihn anwenden kann (11,40).
Zeit ist nicht objektiv vorliegend in der Welt vorzufinden, sondern Zeit ist eine Ausspannung des Geistes – es handelt sich also um ein anthropologisches intersubjektives Phänomen. Unser Geist ist der Hervorbringer von Zeitlichkeit:
- Erinnern – Vergangenheit
- Anschauen – Gegenwart
- Erwarten – Zukunft

#### 12.–13. Buch
In den Büchern 12 und 13 interpretiert Augustinus die biblische Schöpfungsgeschichte als Lobpreis auf die „Herrlichkeit Gottes“. Dabei ist eine seiner Hauptthesen, dass Gott unveränderlich ist: Er ist ewig und unsterblich und ändert seinen Willen nicht (12,11), was auch mit seiner Unabhängigkeit von der Zeit zusammenhängt (12,12). In der heutigen Dogmatik wird diese Lehre der Apathie Gottes mehrheitlich abgelehnt. Des Weiteren diskutiert er unterschiedliche Auslegungen von Sätzen aus Genesis 1 . Daran schließt er grundsätzlich hermeneutische Überlegungen an: Das ganze göttliche Gesetz (also die heilige Schrift) zielt auf Liebe (12,41), weswegen es paradox wäre, sich über den Texten zu zerstreiten (12,35). Denn verschiedene Meinungen müssen sich auch nicht zwangsläufig widersprechen:
ita cum alius dixerit, ‘hoc sensit quod ego’, et alius, ‘immo illud quod ego’, religiosius me arbitror dicere, ‘cur non utrumque potius, si utrumque verum est’
„Wenn daher jemand sagte: ‚Moses hat gemeint, was ich meinte‘, und ein anderer, ‚nein, das, was ich meine‘, so glaube ich, würde ich der Furcht Gottes gemäßer sagen: ‚Warum nicht vielmehr beides, wenn beides wahr ist?‘“ (12, 31. Kap./42. Abschn.)
Die Zielbestimmung der Schöpfung ist die Ewigkeit, der ruhevolle, friedvolle Sabbat (13. Buch, 35. Kap. ff.).

## Programmatik des Titels
Wie Augustinus später bemerkt, hat das Titelwort zwei Bedeutungen: Confessio peccati also „Schuldbekenntnis“ und Confessio fidei also „Glaubensbekenntnis“. Oftmals wird noch eine dritte Bedeutung hinein interpretiert: die Confessio laudis, die Lobpreisung Gottes. Confiteri bedeutet seinem Wortsinn nach zugeben, feierlich bekennen, verkünden, preisen. Ein Hinaustreten aus der Vorbehaltenheit des Inneren ins Öffentliche. Thema des Werkes sind die Irrwege und die Vollendung des Strebens zur Einung mit Gott, wie in der bekannten Sentenz zu Werkanfang ausgedrückt:
„Ruhelos ist unser Herz, bis es ruht in dir, o Herr.“ (Inquietum est cor nostrum, donec requiescat in te, Domine., conf. I 1)
Die Confessiones beschreiben in einer Art Selbstbetrachtung Phasen der eigenen geistigen Entwicklung Augustins. Ausdruck findet dies im Lobpreis an Gott, die den Rahmen für die ganzen Confessiones bilden.

## Gattung
Die Confessiones gelten als erste Autobiographie, die nicht nur ein Selbstporträt ist, sondern dezidiert historische Züge aufweist. Als gattungskonstitutiv gilt die kontinuierliche Darstellung eines Lebenszusammenhangs. Zudem kann das Werk auch als ein Lob- und Preislied auf Gott aufgefasst werden. Zugleich ist es eine Werbeschrift für das Christentum und steht in der Tradition philosophischer Werbeschriften der Sophisten (Bezeichnung: Protreptikos). Das Grundmotiv Augustinus’ ist tiefe Dankbarkeit gegenüber der göttlichen Vorsehung, die wunderbar über seinem Leben gewaltet hat. Gleichzeitig scheint es so, als wolle Augustinus nicht nur für das Christentum werben, sondern auch eine Lebenshilfe für gläubige Christen bereitstellen. Diese Absicht wird deutlich, wenn er bestimmte Kritikpunkte, die ihm Probleme bereiteten, wie die Gestalt Gottes und die Frage nach dem Dualismus von „Gut“ und „Böse“, ausführlich widerlegt. Das Gestehen seiner eigenen Schuld und die Verweise auf Gottes Gnade sollen dem Leser Hoffnung machen und ihn in seinem Streben, ein guter Christ zu sein, ermutigen.

## Rezeption
Jean-Jacques Rousseau nahm sich Augustinus zum Vorbild, als er seine Lebensbeichte Confessions nannte.
Jacques Derrida bezieht sich mit dem Begriff „Zirkumfession“ (im gleichnamigen Text) sowohl auf Augustinus’ als auch auf Rousseaus Bekenntnisse.
Hermann Detering behauptet in seinem Werk O du lieber Augustin, die Confessiones seien eine Fälschung des Anselm von Canterbury.

## Deutsche Übersetzungen
Es gibt mindestens 25 deutsche Übersetzungen der Confessiones. Zu den Wichtigsten gehören:
| Übersetzer                        | Jahr | Weblink | Anmerkung                |
| --------------------------------- | ---- | ------- | ------------------------ |
| Georg Rapp                        | 1838 |         |                          |
| Otto F. Lachmann                  | 1888 |         |                          |
| Graf G. von Hertling              | 1905 |         | Nur die ersten 10 Bücher |
| Alfred Hofmann                    | 1914 |         |                          |
| Herman Hefele                     | 1922 |         |                          |
| Wilhelm Thimme                    | 1950 |         | „Übertragung“            |
| Hubert Schiel                     | 1950 |         | „Übertragung“            |
| Carl Johann Perl                  | 1955 |         |                          |
| Joseph Bernhart                   | 1955 |         | Nahe am Original         |
| Hans Urs von Balthasar            | 1985 |         | „Übertragung“            |
| Kurt Flasch und Burkhard Mojsisch | 1989 |         |                          |